# Koutha (B), Aurad
Koutha (B) là một làng thuộc tehsil Aurad, huyện Bidar, bang Karnataka, Ấn Độ.